# シンフォニータワー
シンフォニータワーは、宮城県富谷市南部にある給水塔（上水道の配水池）であり、展望台も備える、富谷市のシンボルタワーである。「富谷配水池」とも呼ばれる。本稿では給水塔だけでなく浄水施設についても合わせて記述する。なお同市には本シンフォニータワー・富谷配水池(容量8,000m3)の他に、隣接して設置された富谷第二配水池(容量6,000m3)と、館山配水池(容量2,000m3、北部)を持つ。水道水は浄水済のものを宮城県企業局より購入し、配水池を経由して市内に配水している。

## 概要

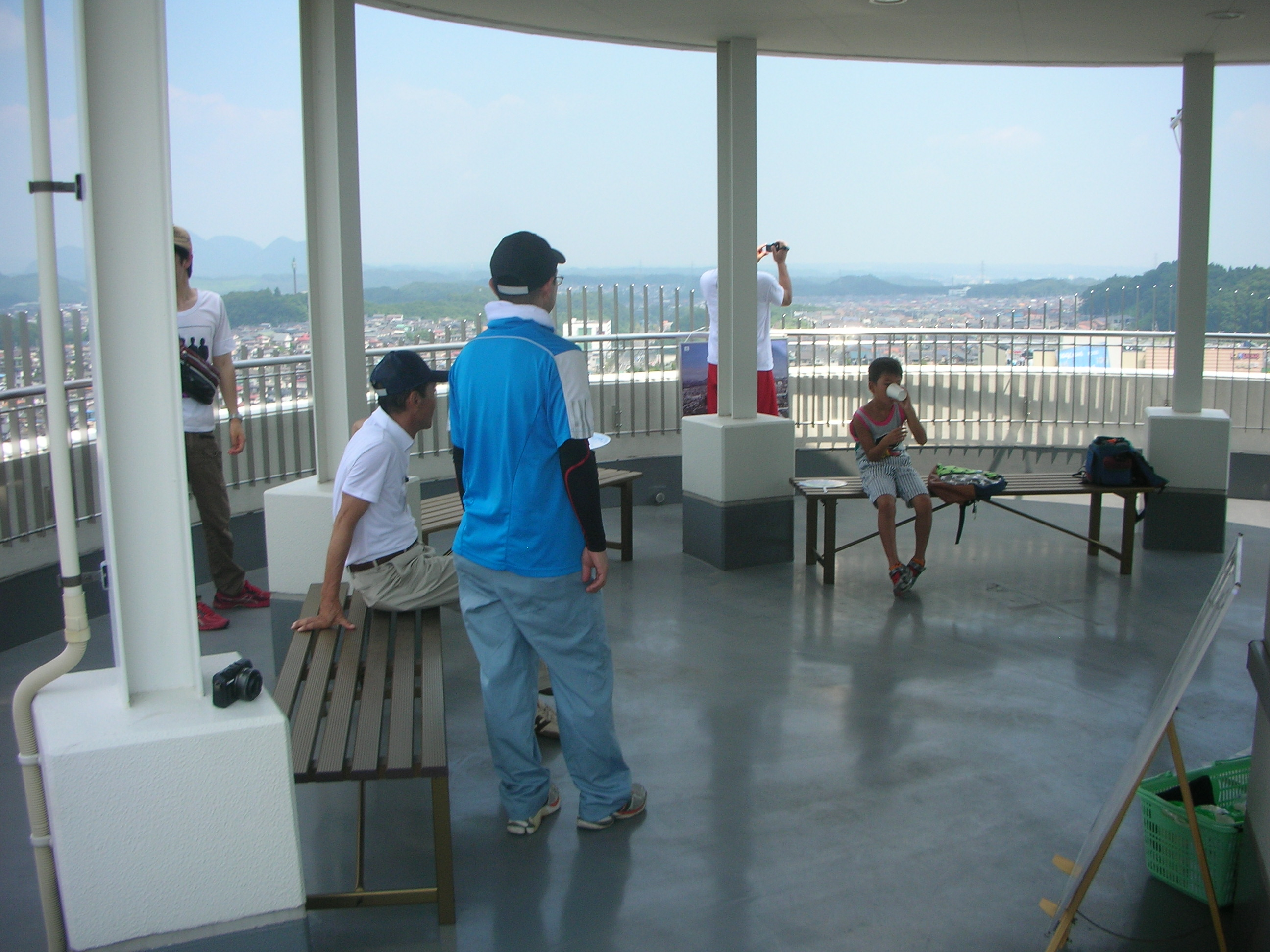
シンフォニータワー内部の様子(2015年、展望台にリニューアル済)

仙台市から市境を北上してすぐの国道4号沿い東側、上桜木町1丁目1-8にあり、七ヶ宿ダムを水源とする市の水道水の配水池であり、1989年4月に完成した。富田市（当時は町政）の水道事業の嚆矢であったという。この配水池の建設は、「シンボルタワー富谷配水池」事業という名称でふるさと創生一億円事業の一つとして行われている。総事業費は4億8,100万円だった。

## シンボルタワーとして
8月1日頃（水の日）には展望台として一般開放されることもある施設である。展望台は、標高130mのところにあり、約18メートルのらせん階段を利用して登るもので、天気が良ければ仙台湾や、泉ヶ岳・船形山など奥羽山脈を望める。また、仙台市の高層ビル群も見ることができるという。
富谷市のシンボルタワーとしての機能を持たせるため、夜間2時間のライトアップを行い、屋上のオルゴールが、1日に4回、メロディ・チャイムを流していたが、騒音問題により定時的な運用は停止されたという。だが2012年4月には一日3回のかたちでの運用が再開された。なおこの放送施設は元々防災無線のために設置されたと言う経緯がある。なお、同市「大亀山森林公園」の展望台もシンボルタワーとされている。
2011年3月11日に発生した東日本大震災に罹災、その修繕工事のため、この年には一般開放が中止された。この修繕を機に、「展望室」から「展望台」へと大幅なリニューアルが行われた。
2016年、富谷町が富谷市に市政移行するにあたり、記念切手が発売されているが、その10種のデザインのうちの一つに選ばれている建築物である。同年の仙台放送の番組でも取り上げられた。

## 水道施設として

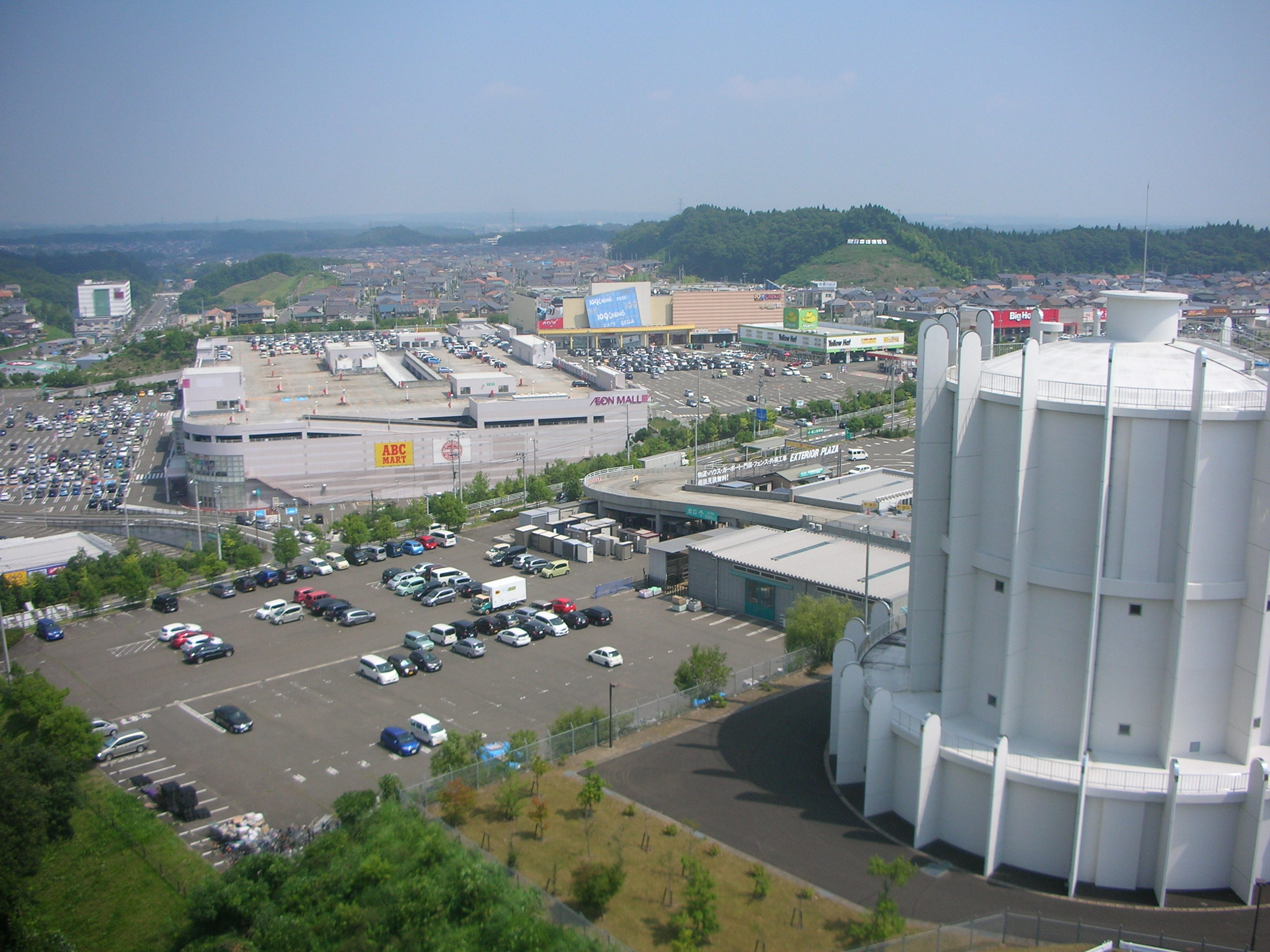
第二配水池

七ヶ宿ダムから70kmの導水管を経て導水されているが、浄水施設は付随しておらず、富谷市の南にある白石市の南部山浄水場で浄水されたものを、宮城県企業局より購入したうえで導水している。
貯水機能は8000トン。すぐ横には漆沢ダムから取水・導水した（大和町の中峰浄水場経由）6000トンを貯水可能な第二配水池が併設されている。この二つの配水池は連絡され、必要であれば相互に水を融通しあえる構造である。
一日平均浄水量は7,322m3。硬度は20程度である（いずれも2014年現在）。ポンプを用いた配水ではなく、（本配水施設のみでなく、富谷市の全ての水道において）重力による自然流下による配水がなされている(2015年現在)。
配水地区は第一が熊谷、穀田、あけの平の一部、富ケ丘、鷹乃杜、日吉台、明石台、成田の各地区。第二がとちの木、あけの平の一部、杜乃橋、上桜木、大清水、となっている。

2011年には3月11日に発生した東日本大震災により破損してしまい、七ヶ宿ダムからの取水管も破断。その他にも各所で漏水が発生しこのため一時配水機能を停止する。第一配水池は復旧に最も時間を要したが、3月28日正午に機能を回復、夕刻には配水を再開した。
隣接する第二配水池も漆沢ダムからの取水管が破損したが、震災直後にはこの配水池には2 - 3日分の水道水が残っており、一部地域（町内全域の5.7%）には配水可能であった。その後は送水が不能となった漆沢ダム水系の代わりに南川ダムからの緊急送水にて給水機能を復旧させ、さらに第二配水池が第一配水池の担当する一部地域への配水を行った。
断水期間中、石巻市にある日本水道協会宮城県支部が機能不全に陥っており支援が得られない状態であったが、他の自治体（遠くは名古屋市、東広島市など）やトヨタ自動車などからの支援で必要な給水を行い、断水期間中は最大で、町内の13箇所に給水車・小中学校の受水槽などを活用した給水所を設け、断水に対応した。また隣接する大和町からの融通により、19日には従来1人あたり2リットルであった給水量が、18リットルにまで増加した。
町内全域としては、3月30日には給水率は100%の復旧を得、給水車等による給水は29日から縮小、31日には停止された。『広報とみや』の4月11日臨時号では、復旧はしたものの水不足であり節水を要すると記述されている。

## 規模
- 配水池

高さ18.3m 直径31.5m 容量8000m3
- 展望台

標高130m、直径10m

## 周辺の見所
- 金玉神社

## 関連文献
- 広報とみや - 富谷市のWebサイトからpdfファイルを閲覧可能。本タワーの開放が同市の年中行事である他、地図への表記や「シンフォニータワーそば」(平成20年6月号 p.13)などの記述から「ランドマーク」としての認知度が高い事や、市民による写真投稿が確認できる。東日本大震災以後は、時折節電のためにライトアップが中止されている。